# David Meidan

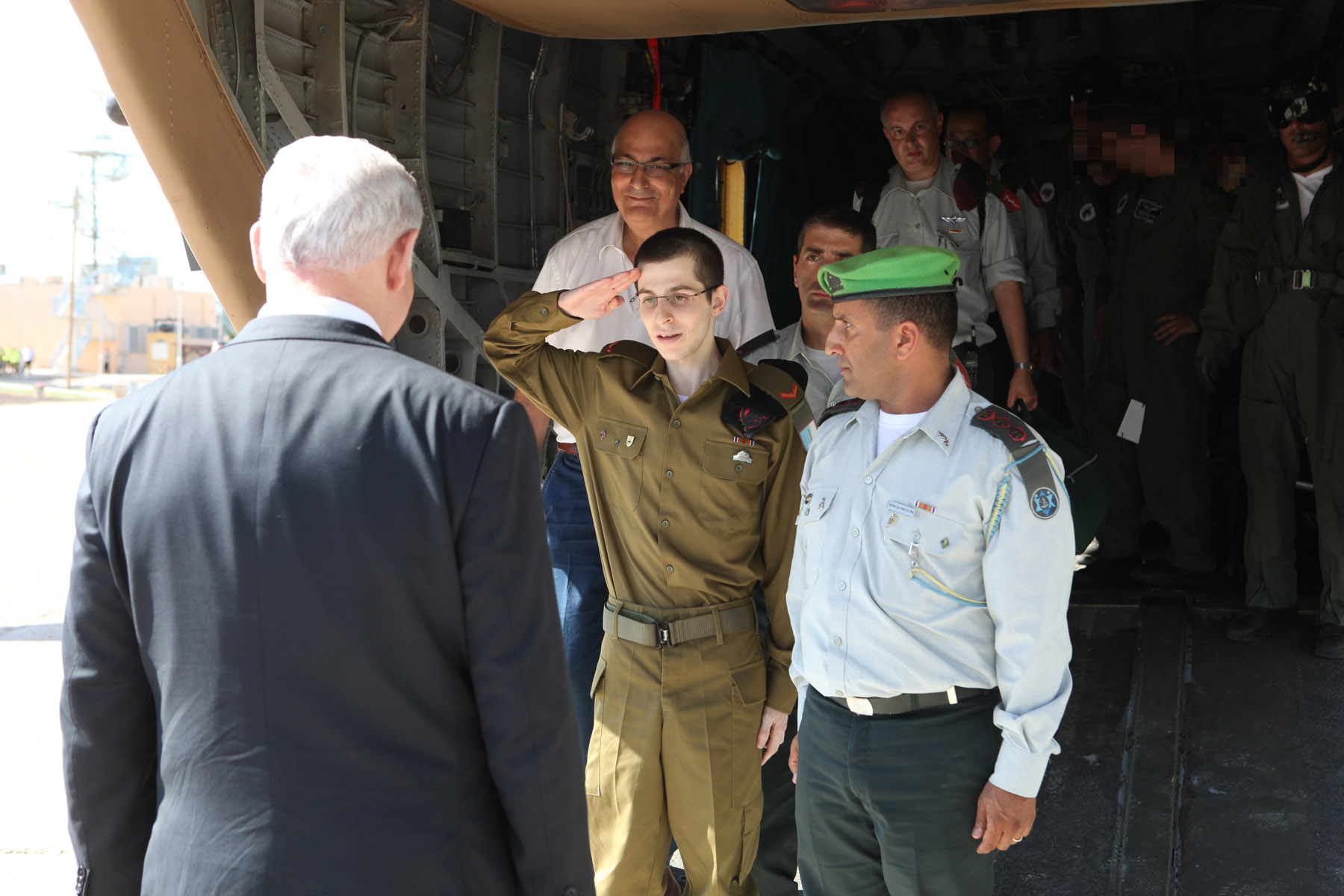
Israels dåvarande premiärminister Benjamin Netanyahu tar emot den gisslantagna Gilan Shalit på en israelisk flygbas efter fångutväxling den 18 oktober 2011. David Meidan står bakom Shalit på helikopterns lastramp.

David Meidan, född 1955 i Kairo i Egypten, är en tidigare israelisk underrättelsetjänsteman.
David Meidan är son till  Nathan och Rose Mosseri. Fadern drev en mindre textilfabrik. Familjen emigrerade till Israel från Egypten 1957. Han gjorde sin värnplikt i Unit 8200 inom försvarsmaktens signalunderrättelsetjänst och studerade arabiska och mellerstaösternkunskap på Tel Avivs universitet. Han tjänstgjorde därefter i Mossad, bland annat på 1980-talet i Cypern. Han hanterade under en tjugoårsperiod spionnät i grannländerna. År 2006 blev han chef för en avdelning i Mossad för utrikes samarbete. 
David Meidan är känd som Israels förhandlare med Hamas för att få loss den av Hamas gisslantagna israeliske soldaten Gilad Shalit ur fem års fångenskap i Gaza. Meidan var vid tillfället befullmäktigad av Israels dåvarande premiärminister Benjamin Netanyahu. En fångutväxling förhandlades fram i Kairo med Hamas dåvarande militäre ledare Ahmed Jabari, innebärande att Israel frigav 1.067 fångar, huvudsakligen palestinier, varibland den blivande ledaren för Hamas i Gaza Yahya Sinwar.
Han avgick från Mossad 2012 och började därefter arbeta inom privat säkerhetsverksamhet.
David Meidan är gift med Daphne Meidan och har två döttrar.